# Бад Камберг
Бад Камберг (њем. Bad Camberg) град је у њемачкој савезној држави Хесен. Једно је од 19 општинских средишта округа Лимбург-Вајлбург. Према процјени из 2010. у граду је живјело 14.184 становника. Посједује регионалну шифру (AGS) 6533003.

## Географски и демографски подаци
Бад Камберг се налази у савезној држави Хесен у округу Лимбург-Вајлбург. Град се налази на надморској висини од 209 метара. Површина општине износи 54,6 km². У самом граду је, према процјени из 2010. године, живјело 14.184 становника. Просјечна густина становништва износи 260 становника/km².

## Међународна сарадња
| Мјесто | Држава    | Врста сарадње | Од    |
| ------ | --------- | ------------- | ----- |
|        | Француска | партнерство   | 1987. |
| Извор  |           |               |       |